# 戈利亞金
51°24′22″N 23°49′11″E / 51.40611°N 23.81972°E
戈利亞金（烏克蘭語：Голядин），是烏克蘭的村落，位於該國西部沃倫州，由科韋利區負責管轄，面積0.53平方公里，海拔高度168米，2001年人口339，人口密度每平方公里636.02人。